# Конради-Кондрашов, Александр Владимирович
Александр Владимирович Конради-Кондрашов (Кондрашёв) (латыш. Aleksandrs Konradi-Kondrašovs; 8 (20) августа 1881 — 20 марта 1955) — офицер Русской императорской армии, полковник Латвийской армии. Участник русско-японской и Первой мировой войны, Георгиевский кавалер.

## Биография
Из потомственных дворян Воронежской губернии, уроженец Обоянского уезда Курской губернии. Православный. Сын генерал-лейтенанта в отставке Владимира Георгиевича Конради (1851—?). Высочайшим указом от 10 февраля 1912 года отцу с нисходящим потомством соизволено именоваться фамилией Конради-Кондрашовы.
31 августа 1900 года поступил на военную службу из Полоцкого кадетского корпуса юнкером на правах вольноопределяющегося 1-го разряда в Константиновское артиллерийское училище, которое окончил в 1903 году и был выпущен подпоручиком в 29-ю артиллерийскую бригаду с квартирой в Риге.
В октябре 1904 года выступил в поход на театр военных действий на Дальний Восток. В составе войск Западного отряда участвовал боях, в том числе в сражении 12 января 1905 у Сандепу и в Мукденском сражении. За отличие был награждён орденами Св. Анны 4-й ст. и Св. Станислава 3-й ст. с мечами и бантом. 21 августа 1905 года произведён в поручики.

1 сентября 1909 года произведён в штабс-капитаны, в 1912—1914 годах временно занимал должность командующего 4-й батареей 29-й артиллерийской бригады. С началом Первой мировой войны в составе 1-й армии участвовал в боях на территории Восточной Пруссии. 9 февраля 1915 года попал в плен к немцам, откуда бежал 22 февраля. Высочайшим приказом от 21 июня 1915 года награждён орденом Св. Георгия 4-й степени
за то, что при выбитии 23-го Октября 1914 года пехотным полком из д. Гросс-Иодуп немцев, занявших ротой каменную постройку, после того как неоднократная атака одним батальоном этого полка успеха не имела, выкатил одно орудие на дистанцию 400 шагов от противника и, несмотря на его сильный ружейный огонь лично руководя орудием, открыл меткую стрельбу, заставившую сдаться оставшихся в живых двух офицеров и 67 немецких солдат, подтвердивших при сдаче, что они сдались исключительно благодаря орудийному огню.
6 мая 1915 года был помандирован в Петроград в Константиновское артиллерийское училище в качестве курсового офицера. 20 августа произведён в капитаны, 18 ноября утверждён в должности младшего офицера училища, с оставлением в списках своей части. Служил в Русской императорской армии до конца 1917 года.
С 17 ноября 1920 года в Латвийской армии подполковником в офицерском резерве Главного управления артиллерии. С сентября 1921 года руководитель группы на курсах офицеров-артиллеристов. В 1924 году назначен командиром дивизиона Видземского артиллерийского полка. В 1926 году окончил курсы офицеров-артиллеристов. В 1927 году произведён в полковники. С 21 июня 1927 года (после самоубийства полковника Т. Скуйениекса) — командир Курземского артиллерийского полка, с 21 декабря 1932 года руководитель группы на курсах офицеров-артиллеристов, с апреля 1934 — командир Полка тяжёлой артиллерии. В июле 1934 года по достижении максимального возраста уволен со службы с мундиром.
Во время немецкой оккупации в 1941—1944 годах Конради-Кондрашов работал руководителем транспортной конторы. После окончания Второй мировой войны работал учителем математики в 3-м Плескодальском детском доме. Был уволен с работы как политически неблагонадёжный.
Умер в Риге 20 марта 1955 года. Похоронен на Плескодальском кладбище.

## Награды
- Орден Св. Анны 4-й ст. (16 марта 1905, Высочайший приказ от 11 мая 1906) — за отличие в делах против японцев с 15 по 25 февраля 1905 года;
- Орден Св. Станислава 3-й ст. с мечами и бантом (6 августа 1905, ВП от 6 мая 1906) — за отличие в делах против японцев с 16 февраля по 3 марта 1905 года;
- Орден Св. Анны 3-й ст. с мечами и бантом (29 октября 1914);
- Орден Св. Владимира 4-й ст. с мечами и бантом (14 января 1915);
- Орден Св. Георгия 4-й ст. (15 мая 1915, ВП от 21 июня 1915);
- Орден Св. Станислава 2-й ст. с мечами (9 июля 1915);
- Орден Св. Анны 2-й ст. (6 декабря 1915);
- Светло-бронзовая медаль «В память русско-японской войны» (26 января 1906);
- Медаль «В память 100-летия Отечественной войны 1812 года»;
- Медаль «В память 300-летия царствования дома Романовых» (1 апреля 1913);
- Орден Трёх звёзд 3-й ст. № 459 (18 сентября 1929).

## Семья
Был дважды женат. Первая супруга — Екатерина Оттовна Викман (1887—1971), лютеранского вероисповедания. Дети: Мария (1910—?), Владимир (1912—1982), Александр (1916—1942).
Вторая супруга (с 1933) — Екатерина Михайловна Максимович (1905—1980). Сын от второго брака: Михаил (1941—2014).

## Публикации
- Ko artilērija prasa no kājniekiem kaujā. // Artilērijas apskats, Nr. 3 (marts), 1925. 166.—175. lpp.[6]
- Štābu darbība mērķu uzrādīšanā. // Artilērijas apskats, Nr. 7—8 (septembris—oktobris), 1925. 376.—379. lpp.[7]

## Комментарии
1. ↑  Старший лейтенант Латвийской армии.